# 冯怡生
冯怡生（1943年10月—2020年2月12日），山东无棣人，汉族，中华人民共和国企业家、政治人物，山东鲁北企业集团董事长，中国共产党党员，第七、八、九、十、十一届全国人民代表大会山东地区代表。

## 生平
毕业于山东建材学院管理工程专业。1988年起担任全国人大代表。